# Circulation thermohaline

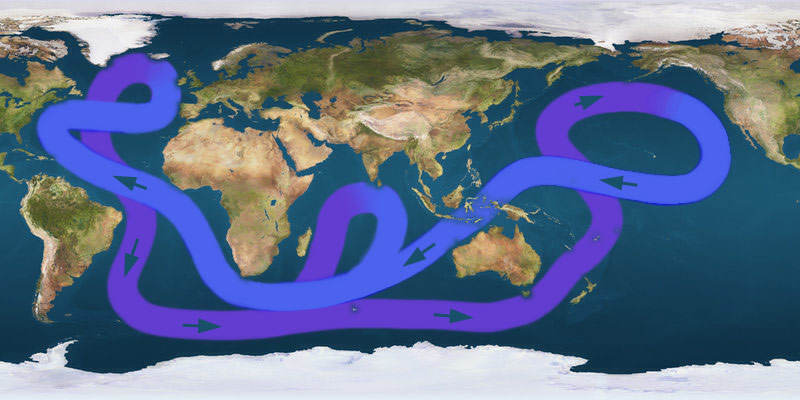
La circulation thermohaline mondiale correspond au couplage de plusieurs cellules de convection océaniques et participe à la redistribution de la chaleur.

La circulation thermohaline, appelée aussi circulation océanique profonde, est la circulation océanique engendrée par les différences de densité (masse volumique) de l'eau de mer, à l'origine de courants marins de profondeur. Ces différences de densité proviennent des écarts de température et de salinité des masses d'eau, d'où le terme de thermo — pour température — et halin — pour salinité.
À l'échelle de la planète, la circulation océanique de surface et la circulation océanique profonde forment une immense boucle de circulation que l’on nomme boucle thermohaline à l'origine d'un grand cycle qui brasse les eaux et convoie la chaleur à l'échelle du globe.

## Caractéristiques
Température, salinité et densité sont reliées par la fonction d'état de l'eau de mer. Les eaux refroidies et salées plongent au niveau des hautes latitudes dans l'Atlantique-Nord (Norvège, Groenland, et mer du Labrador) et descendent vers le sud, à des profondeurs comprises entre 1 et 3 km, formant l'eau profonde Nord-Atlantique. La remontée de ces eaux se fait principalement par mélange vertical dans tout l'océan. Les scientifiques estiment qu'une molécule d'eau fait ce circuit entier en environ 1 000 à 1 500 ans. Il existe également des zones de formation d'eau dense dans l'océan Austral, au niveau des mers de Ross et de Weddell. Dans la réalité, il est difficile de séparer la circulation engendrée par les gradients de densité seuls des autres sources de mouvement des masses d'eau, telles que le vent ou les marées. Pour étudier cette circulation à grande échelle, les scientifiques préfèrent donc utiliser une notion mieux définie : la circulation méridienne de retournement (CMR ou MOC pour Meridional Overturning Circulation).
La circulation thermohaline a des conséquences encore mal estimées aujourd'hui sur le climat.

## Circulation méridienne de retournement
La notion de circulation thermohaline est imprécise et il en existe plusieurs définitions. Si elle est majoritairement vue comme la circulation liée aux forçages thermique et halin qui lui donnent son nom, il est maintenant établi que ces seuls forçages ne sont pas suffisants pour maintenir cette circulation et que le mélange turbulent lié au vent et aux marées joue un rôle primordial, notamment dans la remontée des eaux profondes,. Progressivement, la notion de circulation méridienne de retournement, ou MOC, s'est substituée à celle de circulation thermohaline.

### Définition
La MOC correspond à la fonction de courant méridienne. Elle s'obtient en intégrant la composante méridienne de la vitesse de courant suivant la longitude et la profondeur :
{\displaystyle \Psi (y,z,t)=\int \limits _{z}^{0}dz\int \limits _{ouest}^{est}v(x,y,z,t)dx}
où {\displaystyle \Psi } désigne la fonction de courant, x la longitude, y la latitude, z la profondeur et t le temps. Son unité est le Sverdrup (i.e. 106 m3/s).
Contrairement à la circulation thermohaline, elle correspond à l'intégration de la vitesse, tous processus physiques confondus, et par conséquent, inclut la circulation liée au vent. L'intégration suivant la longitude peut être globale, ou être restreinte à un bassin, comme c'est le cas pour la circulation méridienne de retournement Atlantique, ou AMOC pour « Atlantic Meridional Overturning Circulation ». Elle peut également être définie comme la valeur maximale de la fonction de courant, ou la valeur maximale à une latitude donnée. Ces définitions permettent de réduire l'information à une simple série temporelle, mais suppriment toute information sur la structure méridienne et verticale de cette circulation. L'utilisation de l'une ou l'autre définition dépend du problème posé. La MOC est beaucoup utilisée dans la communauté scientifique, car elle est bien définie et facilement calculable par les modèles d'océan,.

### Circulation méridienne de retournement Atlantique (AMOC)
Lorsque l'intégration zonale de la vitesse se limite au bassin atlantique, on parle d'AMOC pour « Atlantic MOC ».
C'est dans l'océan Atlantique que la circulation méridienne de retournement est la plus intense et la plus étudiée. Elle est constituée de deux cellules convectives. Dans la cellule supérieure, les eaux chaudes et salées de surface sont transportées vers le nord, où elles se densifient sous l'effet de leur refroidissement. La perte de flottabilité de ce flux d'eau l'amène alors à plonger pour devenir l'eau profonde nord-atlantique (en). Cette eau profonde est transportée vers le sud à une profondeur comprise entre 1 et 4 km. Une partie finit par remonter en surface dans l'océan Austral, fermant ainsi la cellule. Le transport vers le sud de l'eau profonde nord-atlantique et sa remontée au niveau de la divergence antarctique forment également la branche supérieure de la seconde cellule convective. Cette cellule est alors fermée par la formation d'eau profonde et d'eau de fond au niveau de la mer de Weddell, qui tapissent le fond de l'océan Atlantique.
À 26,5° N, les débits moyens des cellules supérieure et inférieure sont estimés à 18,7 ± 2,1 Sv et 2 ± 0,5 Sv respectivement.

#### Observations
La très grande échelle de l'AMOC rend son observation difficile.
Les premières estimations étaient basées sur des sections hydrographiques zonales, c'est-à-dire suivant un parallèle, à quelques latitudes choisies, majoritairement 24,5° N, 38° N et 48° N dans l'Atlantique Nord et 24° S et 34° S dans l'Atlantique Sud. Ces mesures ont fourni une première estimation de la valeur de l'AMOC à un instant donné, mais doivent être longuement répétées pour estimer sa variabilité. En 2010, l'échantillonnage temporel reste faible, ce qui peut engendrer des erreurs liées au phénomène de repliement de spectre. Ainsi, la diminution d'AMOC identifiée à partir de sections hydrographiques répétées en 1957, 1981, 1992, 1998 et 2004 à 26,5° N était en 2010 suspectée d'être dominée par la variabilité intra-annuelle.
Depuis mars 2004, dans le cadre du projet international Rapid Climate Change Program (RAPID), on mesure en continu (deux mesures par jour) l'AMOC à 26,5° N, ce qui a amélioré l'évaluation de sa variabilité pour les échelles mensuelles à interannuelles. La série temporelle est cependant encore trop courte pour évaluer une variabilité décennale.
En 2009 un dispositif similaire à RAPID a été déployé dans  l'Atlantique Sud à 34,5° S : SAMBA pour « South-Atlantic MOC bassin-wide Array ».
Début 2021, Nature Geoscience publie une étude concluant au début de ralentissement (plus important que ceux qui se sont produits au moins dans les 1 000 ans précédents) et en août 2021, le sixième rapport d'évaluation du GIEC, en se basant sur les données et modélisations disponibles, estime que l'AMOC ralentira « très probablement » au XXIe siècle, asséchant  ainsi l'Europe,.

#### Variabilité
En 2008, un cycle saisonnier de 6,7 Sv d'amplitude est décrit à 26,5° N sur ans (2004-2008), avec un maximum de transport en automne et un minimum au printemps. Mais ce cycle saisonnier n'est plus clairement identifiable sur les observations faites les huit années suivantes (2008-2016). À cette même latitude, la variabilité journalière est élevée, atteignant 30 Sv.
Il n'existe pas encore de série temporelle d'observation assez longue de l'AMOC pour décrire de manière fiable sa variabilité décennale à multidécennale, mais en 2005, des études montrent que l'oscillation atlantique multidécennale de la température de surface est liée à l'AMOC. Ceci suggère des cycles à ces échelles de temps. Cette variabilité multidécennale était observée dans de nombreux modèles, mais au début des années 2000 il n'y a pas d'accord entre scientifiques sur les processus qui la contrôlent.
De 2010 à 2021, un consensus se précise sur le fait qu'un ralentissement de l'AMOC est en cours, qu'il n'a jamais été aussi marqué depuis au moins 1 000 ans, et que sa continuation aurait des conséquences météorologiques néfastes à l’échelle de la planète.
Les chercheurs ont contourné le manque de séries longues de mesure en utilisant des données indirectes, résumées par une étude publiée début 2021 dans Nature Geoscience. Les auteurs s'y appuient d'une part sur les données de plus en plus précises acquises entre 1960 et 2015, et d'autre part sur l’observation de plusieurs facteurs indirects maintenant solidement documentés,,,,,,, montrant que « la circulation thermohaline atlantique [Amoc] a été très stable depuis environ un millénaire mais qu'au cours du dernier siècle, il s’est produit une réduction marquée de ces courants atlantiques ».
Ce consensus est repris par le sixième rapport du GIEC qui estime que l'AMOC ralentira « très probablement » encore au XXIe siècle, en asséchant l'Europe (Nature Geoscience a publié début 2021 une étude montrant un début de ralentissement, plus important que ceux qui se sont produits au moins dans les 1 000 ans précédents).
En 2024, 44 scientifiques alertent sur un risque d'effondrement de l'AMOC, aux conséquences climatiques très lourdes. Selon une étude publiée le 11 juin 2025 dans la revue Geophysical Research Letter,  le nord-ouest du territoire européen serait affecté par un froid caractérisé par des températures hivernales chutant par endroits de 15 degrés, et par l'avancement de la banquise arctique à proximité des côtes écossaises.

#### Conséquences du ralentissement
Selon Didier Swingedouw (CNRS, université de Bordeaux) interrogé en février 2021 : « dans la région du Sahel, une diminution de l’Amoc entraînerait une baisse importante des précipitations, avec des répercussions humaines importantes dans cette région très peuplée ». Selon Jean-Baptiste Sallée (chercheur, laboratoire LOCEAN ; université Paris-Sorbonne) « en Europe du Nord, une diminution de l’Amoc a comme conséquence une augmentation de la fréquence des tempêtes et une augmentation du niveau des mers en Amérique du Nord et en Europe. Elle produira aussi une baisse importante de la production biologique marine ». Pour Didier Swingedouw (CNRS, université de Bordeaux) « il est aussi possible qu’en Europe, le contraste entre les saisons soit plus marqué, avec des hivers plus rigoureux et des étés très chauds ». Pour Didier Swingedouw, la question n'est plus de savoir si le ralentissement est certain, il est « très probable. La question est plutôt de quantifier l’amplitude de cette baisse et son horizon temporel. ».
Le ralentissement de l'AMOC pourrait entraîner la libération d'hydrates de méthane dans certaines eaux peu profondes de l'Atlantique. Les eaux profondes ne seraient plus refroidies par les eaux arctiques, et en se réchauffant libéreraient le méthane.

## Moteurs de la circulation thermohaline

### Convection profonde
L’eau de mer est d’autant plus dense que sa température est basse et sa salinité élevée. La colonne d’eau océanique est généralement stratifiée de manière stable, avec les eaux les plus denses (c.-à-d. plus lourdes) au fond, et les eaux moins denses (c.-à-d. plus légères) en surface. À la surface, les échanges de chaleur et d’eau douce avec l’atmosphère modifient la densité de l’eau. Dans certains cas, ces modifications peuvent créer une instabilité avec des eaux en surface plus denses que les eaux sous-jacentes. Il se créé alors une cellule de convection locale, générant un mélange vertical des eaux. Ce mélange homogénéise les propriétés de l’eau sur la colonne (c.-à-d. température, salinité, etc.), et engendre un flux de masse vers le fond.
Ce processus, responsable de la formation d’eau dense dans l’Atlantique Nord, a longtemps été considéré comme le moteur principal de la circulation thermohaline ou de l’AMOC. Une production importante d’eau dense augmenterait l’intensité du transport de ces eaux vers le sud en profondeur. Cette anomalie de transport de masse vers le sud est compensée par une augmentation du transport vers le nord en surface, ce qui revient à une augmentation de l’intensité de l’AMOC. C’est ce paradigme qui a valu à l’AMOC le nom de circulation thermohaline. Cependant, l’amélioration des observations et de l’échantillonnage, ainsi que l’amélioration des modèles, ont progressivement mis en évidence que la variabilité de la formation d’eau dense n’est pas directement reliée à la variabilité de l’AMOC. Le vent et les tourbillons jouent également un rôle important.

## Rôle
La circulation océanique contribue de manière substantielle à la redistribution de chaleur sur le globe terrestre.
La MOC est responsable d'une large part du transport méridien de chaleur. Ce transport méridien diffère d'un bassin à l'autre. Dans l'océan Atlantique, l'AMOC transporte de la chaleur vers le nord à toutes les latitudes, y compris au sud de l'équateur, engendrant un transport net de chaleur de l'hémisphère Sud vers hémisphère Nord. Ce transport de chaleur vers le nord dans l'océan Atlantique est de 0.5PW au niveau de l'équateur, et atteint son maximum à 24-26°N avec un transport de 1.3PW (1PW = 1015 watts), ce qui représente 25 % du transport total (transport océanique et atmosphérique) de chaleur vers le nord à ces latitudes. Cette particularité de l'océan Atlantique est attribuée à la cellule supérieure de l'AMOC incluant la formation d'eau dense au nord. Dans l'océan Pacifique, la MOC est principalement liée à la circulation des gyres subtropicaux, sans formation d'eau dense au Nord. Le transport de chaleur y est dirigé vers les pôles de part et d'autre de l'équateur, ce qui revient à un transfert de chaleur de l'équateur vers les pôles.
Ce rôle important de la MOC dans le transport méridien de chaleur suggère que des variations d'intensité de la MOC peuvent engendrer des variations du contenu de chaleur océanique et en particulier de la température de surface. Dans l'Atlantique Nord, la variabilité décennale à multi-décennale de la température de surface, appelée oscillation atlantique multidécennale pourrait être reliée à la variabilité de l'AMOC selon les modèles. Ce lien ne peut pas encore être observé, faute d'observation de l'AMOC suffisamment longue dans le temps. L'oscillation atlantique multidécennale exerce une forte influence sur le climat des régions environnantes, notamment sur les pluies au Sahel, les sécheresses sur l'Amérique du Nord et l'activité des cyclones tropicaux. L’hypothèse selon laquelle elle serait en partie contrôlée par la circulation à grande échelle est une des raisons pour lesquelles l’AMOC est considérée comme une possible source de prévisibilité pour le climat à l’échelle interannuelle à décennale dans la région Nord-Atlantique.
La convection océanique joue aussi un rôle important dans le cycle du carbone. En effet, en plongeant, les eaux marines entraînent une grande quantité de dioxyde de carbone (CO2) qui a été capturé de l'atmosphère et qui y est dissous. Ce dioxyde de carbone est restitué en partie à l'atmosphère lorsque les eaux profondes refont surface.

## Le modèle à boites de Stommel

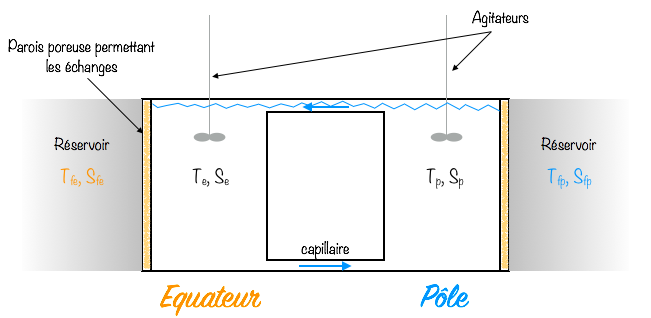
Représentation schématique du modèle de Stommel. La circulation représentée sur ce schéma (flèches bleues) est la circulation haline, mais une circulation thermique, de sens opposé, est également possible.

Le concept de circulation thermohaline a été étudié par Henry Stommel en 1961 sur un système à deux boîtes. Dans ce modèle simple, les deux boîtes représentent respectivement les eaux de surface des régions équatoriale (eau chaude et salée) et polaire (eau plus froide et moins salée). Le forçage atmosphérique est modélisé, pour chacune des boîtes, par un réservoir de température et de salinité constantes. Les boîtes sont reliées en profondeur par un capillaire représentant la circulation profonde, et par un trop plein permettant le retour des eaux en surface. Chacune des boîtes est équipée d'un mélangeur permettant de considérer les propriétés T, S comme homogènes.
Dans ce modèle simple, les forçages thermique et halin s'opposent. En effet, dans le capillaire, le gradient de température seul engendrerait un mouvement allant des pôles vers l'équateur avec un retour en surface de l'équateur vers les pôles. Au contraire, le gradient de salinité seul engendrerait un mouvement allant de l'équateur vers les pôles dans le capillaire, avec un retour en surface des pôles vers l'équateur. Dans son article, Stommel montre que, pour un même forçage (valeurs T, S dans les réservoirs), il peut exister deux équilibres stables correspondant respectivement à une circulation haline et thermique. Dans la gamme de forçage pour laquelle deux états d'équilibre E1 et E2 coexistent, l'état du système sera déterminé par son histoire, on parle de phénomène d’hystérésis.
De nombreux processus, comme la circulation zonale, ou le couplage avec l'atmosphère ne sont pas pris en compte dans ce modèle simple. L'existence de cette hystérésis a été retrouvée dans des modèles de climat de complexité intermédiaire, et dans un modèle de climat basse résolution. En revanche, les modèles de climat plus sophistiqués sont plus stables et ne font pas apparaître d'hystérésis. La question de l'existence d'un cycle d’hystérésis de la circulation méridienne de retournement reste encore posée aujourd'hui.

### Vidéographie
- (en) Earth System Analysis (Potsdam Institute), « Is the AMOC Shutting Down? (L'AMOC est il en train de s'effondrer ?) ; Conférence de Stefan Rahmstorf, Pr. de physique des Océans, à l'Arctic Circle Assembly, à  Reykjavik le 19 Octobre 2024 », 15 min, 25 octobre 2024 (consulté le 4 décembre 2024)